# 114 Kassandra
Kassandra é um asteroide, número de série 114, descoberto a partir do Observatório de Litchfield em Clinton nos Estados Unidos, em 23 de julho de 1871 pelo astrónomo Christian Heinrich Friedrich Peters.
114 Kasssandra é um grande e obscuro asteroide da cintura de asteroides. Ele pertence à rara classe T, foi nomeado após sua descoberta como Kassandra, a profetiza nos contos de Guerra de Troia. O asteroide é caracterizado no filme Meteor: Path to Destruction de (2009) em que é dividido em dois por um cometa, e foi definida sua rota de colisão com a Terra.